# (7929) 1987 SK12
(7929) 1987 SK12 là một tiểu hành tinh vành đai chính. Nó được phát hiện bởi Henri Debehogne ở Đài thiên văn La Silla ở Chile ngày 16 tháng 9 năm 1987.